# Parafia św. Jadwigi Królowej w Sołtykowie
Parafia pw. św. Jadwigi Królowej w Sołtykowie – parafia rzymskokatolicka usytuowana w Sołtykowie. Jedna z 12 parafii dekanatu Radom-Wschód diecezji radomskiej.  

## Historia
Kaplica przydrożna XIX w. stanowi najstarszą część obecnego kościoła, która była dobudowywana według potrzeb duszpasterskich i staraniem miejscowej ludności w latach osiemdziesiątych XX w., pod kierunkiem ks. Stefana Popisa, proboszcza parafii Najświętszego Serca Jezusowego w Radomiu. Poświęcenia kaplicy dokonał 28 maja 1981 bp Walenty Wójcik. Budowla została zinwentaryzowana architektonicznie w 1986 i zalegalizowana w 1987 staraniem ks. Wiesława Taraski. Parafię erygował 1 stycznia 1998 bp Edward Materski z wydzielonego terenu parafii św. Pawła Apostoła i św. Andrzeja Boboli w Bardzicach. W 2006 do istniejącej kaplicy dobudowano nawy boczne i zakrystię. W 2015 zmieniono wystrój kaplicy oraz wykonano nową elewację. Kaplica jest zbudowana z cegły ceramicznej i żelbetu.

## Terytorium
Na obszarze parafii leżą: Radom – ul. Sołtykowska (nr nieparzyste od 53 do 109, nr parzyste od 54 do końca), Zbożowa oraz miejscowości: Sołtyków, Zenonów.

## Proboszczowie
- 1998–2012 – ks. Edward Czech
- od 2012 – ks. Jacek Wieczorek (sen.)